# Chris Lewis
Chris Lewis (Auckland, 9 marzo 1957) è un ex tennista neozelandese.

## Biografia
Nel 1983, senza essere testa di serie, raggiunse la finale al Torneo di Wimbledon, dopo aver battuto Kevin Curren in cinque set in semifinale. Fu il primo neozelandese ad arrivare in finale ai Championships dopo Anthony Wilding, che aveva perso nel 1914 dopo ben tre trionfi consecutivi, dal 1910 al 1913. Nell'atto conclusivo fu battuto da John McEnroe in tre set. McEnroe aveva sconfitto Lewis anche nel 1981 in finale a Cincinnati.
In carriera ha raggiunto la posizione n.19 in singolare e la n.46 in doppio; vanta 3 titoli in singolare e 8 titoli in doppio.
Anche David Lewis, fratello di Chris, è stato tennista professionista; David ha avuto due figlie, Jade, diventata la terza giocatrice di tennis nella famiglia, e Carolina, morta improvvisamente nel 2019 a soli 23 anni. Chris Lewis ha anche lui una figlia, la violinista Geneva Lewis.